# Ducato di Nevers
Il Ducato di Nevers (Duché de Nivernais) è un'antica provincia del Regno di Francia incentrata sulla città di Nevers, da cui il ducato prese il nome.

## Storia
Nel 1539 fu annesso direttamente alla Francia e divenne un ducato nella paria di Francia. Per un periodo fu tenuto da un ramo cadetto della Casa dei Gonzaga. Questo ramo ereditò il Ducato di Mantova dalla linea più anziana dei Gonzaga (quando si estinse nel 1627) e governò Mantova fino al 1708, quando il ramo si estinse in linea maschile. Carlo II Gonzaga vendette i ducati di Nevers e Rethel nel 1659 al cardinale Mazzarino. La sua famiglia tenne il ducato di Nevers fino alla Rivoluzione francese.
Nel 1659, quando la famiglia Mazzarino prese il controllo del ducato, la regione fu ridotta a provincia del Regno di Francia, divenendo così Provincia di Nevers (Provincia del Nivernais). Tuttavia, secondo le leggi della paria di Francia, la provincia mantenne il titolo ufficiale di "Ducato del Nivernais", sebbene detenesse lo status di provincia del Regno.
A seguito del decreto che divide la Francia in dipartimenti nel 1790, la provincia fu suddivisa in tre nuovi dipartimenti: Nièvre (che forma la parte principale), Yonne (parti più settentrionali) e Cher (parti più sud-orientali).

## Governo
n seguito alle riforme del governo del 1773, il Ducato di Nevers fece parte del governo militare di Nivers (Gouvernement de Nivernais). Per il dipartimento delle finanze, il ducato era diviso in quattro contee elettorali: Nevers e Château-Chinon facente parte della Generalità di Moulins, Clamecy faceva parte della Generalità di Orléans e La Charité-sur-Loire faceva parte della Generalità di Bourges. Il Dipartimento Giudiziario, la contea faceva parte del potente Parlamento di Parigi.
A seguito del decreto di divisione della Francia in dipartimenti annunciato il 22 dicembre 1789, il ducato di Nevers fu soppresso. La maggior parte della contea formava la nuova Nièvre (che formava la parte principale), Yonne (parti più settentrionali) e Cher (parti più sudorientali).